# パウロ・リンク
パウロ・ロベルト・リンク（Paulo Roberto Rink, 1973年2月21日 - ）は、ブラジル・パラナ州クリチバ出身の元サッカー選手。元ドイツ代表。現役時代のポジションはフォワード。現政治家。
Kリーグ時代の登録名はヒンキ（ハングル: 힝키）。

## 経歴

### クラブ
ドイツのハイデルベルクから20世紀初頭にブラジルへ移住したドイツ人祖父母を持つリンクは、ブラジルのアトレチコ・ミネイロでキャリアを始め、翌年にはアトレチコ・パラナエンセへ移籍した。1995年に期限付き移籍したシャペコエンセでカンピオナート・カタリネンセ得点王（23得点）を獲得する活躍を見せて同年にアトレチコ・パラナエンセへ復帰すると、オゼアスとコンビを組み2部優勝にして1部昇格に貢献した。また、1997年にカンピオナート・パラナエンセで21得点を挙げて得点王に輝いている。
1997年夏に移籍金約800万ドルでドイツ1部のバイエル・レバークーゼンと契約。開幕戦である8月1日のシャルケ04戦 (2-1) で74分にイェンス・ノヴォトニーに代わり初出場を飾り、23日のカールスルーエSC戦で初得点を記録した。移籍1シーズン目はクリストフ・ダウム監督の下で主にジョーカーとして起用され、実に20試合に途中出場し5得点を挙げた。先発出場した試合ではウルフ・キルステンとコンビを組み、最終的に29試合9得点を記録した。翌1997-98シーズンは、キルステンに次ぐ5得点を挙げていたものの、エリク・マイヤーの存在から出場機会を減らしたため、1999年夏にサントスFCへ半年の期限付き移籍に出された。冬にチームへ復帰すると16試合10得点を挙げて力を示すことに成功したが、その好調さを翌2000-01シーズンまで維持することが出来ず、2001-02シーズン開始直後に1.FCニュルンベルクへ売却された。
ニュルンベルクではヤツェク・クジノヴェク、マレク・ニクルと共にチーム最多のアシストを提供したが、翌シーズンに再度所属先を変更することとなり、エネルギー・コットブスと契約した。しかし、期待外れの得点力に終わったために2部へと降格するコットブスに別れを告げ、2003年夏にキプロス1部のオリンピアコス・ニコシアと契約。キプロスの地で活躍を見せると、同年冬にオランダ1部のフィテッセに引きぬかれ、2003年夏まで在籍した。
その後、韓国1部の全北現代モータースへ移籍したが振るわず、レバークーゼン在籍時のチームメートであるロブソン・ポンテには韓国からのオファーを拒否し日本に行くよう勧めた（この後、ポンテは浦和レッドダイヤモンズでプレー）。オリンピアコス・ニコシアに復帰し、2005-06シーズン冬に同リーグのオモニア・ニコシアへ籍を移した。それから半年後に祖国ブラジルの古巣アトレチコ・パラナエンセに復帰したリンクは、2007年5月2日に現役引退を表明し、24日にクリチバでのチャリティーマッチをもってキャリアを終了した。

### 代表
ドイツ人の祖父母を持つリンクは、ドイツに渡ってからドイツの市民権を取得し、1998年9月2日のマルタ戦で63分にオラフ・マーシャルに代わりドイツ代表初出場を飾る。また、この試合でドイツ代表初の帰化選手となった。その後、エーリッヒ・リベック監督の下でFIFAコンフェデレーションズカップ1999とUEFA EURO 2000の2大会に出場し、EUROの方では切り札と目されていたが、両大会共グループリーグを敗退。リンク自身も得点を挙げることが出来ないなど全く活躍出来ず、特にEUROのポルトガル戦では戦犯扱いされた。2000年9月2日に2002 FIFAワールドカップ・ヨーロッパ予選のギリシャ戦でアレクサンダー・ツィックラーに代わり残り20分から途中出場したのが代表最後の試合となり、ドイツ代表として13試合0得点を記録した。

### 引退後
引退後は、プロのポーカー選手やアトレチコPRのフットボールマネージャーを務め、2012年にブラジルの社会人民党からクリチバの市会議員に選出された。

## タイトル

### 個人
- カンピオナート・カタリネンセ得点王 : 1995
- カンピオナート・パラナエンセ得点王 : 1997